# 유두 (명절)
유두(流頭)는 한국의 전통 세시풍속의 하나이다. 동류수두목욕의 약자로, 음력 6월 15일 동쪽으로 흐르는 맑은 개울물에 머리를 감고 목욕을 하였다. 동쪽으로 흐르는 물에 머리를 감아 빗은 다음 그 빗을 벼랑에 던져버리면 그 해의 액운을 없애준다고 믿었다.
유두에 대한 기록은 《동국이상국집》(東國李相國集), 《둔촌잡영》(遁村雜詠), 《목은집》(牧隱集) 등 고려, 조선 시대의 문집과 《동국세시기》(東國歲時記)에 두루 보이고 있다.
1년 열두 달의 풍속을 노래한 고려가요 《동동》에서도 "六月ㅅ 보로매 아으 별해 바룐 빗 다호라/것거 바리신 後에 디니실 한 부니 업스샷다"(6월 보름에 벼랑에 버린 빗 같아라/꺾어 버려진 뒤로는 다시 주워 가질 사람이 없네)라는 구절이 있어, 고려 시대에는 이미 수릿날과 함께 보편적인 명절로 자리잡고 있었음을 알 수 있다.
《고려사》(高麗史)에는 유두음(流頭飮)에 대해 다음과 같이 적고 있다. “명종 15년 6월 계축일(14일)에 왕이 봉은사에 행차하였다. 병인일(15일)에 시어사(侍御史) 두 사람이 환관 최동수(崔東秀)와 함께 광진사에 모여서 유두음을 하였다. 당시 우리 나라 풍속에는 6월 15일에 동쪽으로 흐르는 물에 씻는다.

## 절식
- 유두면
- 상화병
- 수단